# 林錞
林錞（15世紀—16世紀），字孔和，福建福州府連江縣人，明朝政治人物。

## 生平
林錞是弘治八年（1495年）乙卯科福建鄉試第十七名舉人，正德五年（1510年）授績溪知縣，縣人善訟，他剛到任時訟者已充滿公堂，他勸諭說：「知縣惟執法，法由情定，訟於知縣不如訟於心，你們不按情法，將不獲寬恕。」訟事稍息，每年就米粟布縷收入連同鏹幣羽革的徵稅法則雜亂，他視乎縣民緩急訂立徵稅方式及限度以紓解民困，後因與上級不合，自行稱病回鄉。

## 引用
1. 1 2  民國《連江縣志·卷二十三·列傳》：林錞，字孔和，樞曾孫，宏治八年舉人，知績溪縣，邑善訟，始至訟者盈庭，諭之曰：「令惟執法，法由情定，訟於令曷若訟於心，爾等詭不以情法，不汝宥也。」訟者稍寢，邑歲入米粟布縷并鏹幣羽革之屬徵則紛然，錞視民緩急立程限，民乃舒，後與按事者不合，欲中傷之遂乞疾歸。 嘉慶志無傳，錄通志良吏補之